# بومنسية
بُوْمُنْسِيَة أو بومونسية (الاسم العلمي: Beaumontia)، مُعَرَّبة؛ باسم إحدى السيدات الانكليزيّات واسمها بومونت "Beaumont". جنس كروم حرشية دائمة الخضرة من فصيلة الدفلية. موطنها الأصلي الصين وشبه القارة الهندية وجنوب شرق آسيا.